# Bestia (film 2022)
Bestia (ang. Beast) – amerykański dreszczowiec z 2022 roku w reżyserii Baltasara Kormákura. W głównej roli wystąpił Idris Elba. Film miał premierę 10 sierpnia 2022 roku.

## Fabuła
Doktor Nate Samuels, razem z córkami, wybiera się w podróż do RPA, gdzie przed laty poznał swoją zmarłą żonę. Stają się tam celem lwa-ludojada. Samuels jest zmuszony stanąć w obronie rodziny.

## Obsada
- Idris Elba jako dr Nate Samuels
- Sharlto Copley jako Martin Battles
- Iyana Halley jako Meredith Samuels
- Leah Jeffries jako Norah Samuels
- Martin Munro jako Kees
- Thapelo Sebogodi jako Camo
- Chris Gxalaba jako Chipo
- Tafara Nyatsanza jako Banji
- Ronald Mkwanazi jako Mutende
- Thabo Rametsi jako Jersey[1]

## Odbiór

### Reakcja krytyków
Film spotkał się ze średnią reakcją krytyków. W agregatorze recenzji Rotten Tomatoes 68% z 206 recenzji uznano za pozytywne, a średnia ocen wyniosła 6 na 10. Z kolei w agregatorze Metacritic średnia ważona ocen z 46 recenzji wyniosła 54 punktów na 100.

## Nagrody i nominacje
| Nagroda | Kategoria | Wynik     |
| ------- | --- | --------- |
| Annie   | Najlepsze indywidualne osiągnięcie: animacja postaci w produkcji aktorskiej (Alvise Avati, Chris McGaw, Bora Sahin, Krzysztof Boyoko, Laurent Benhamo) | nominacja |